# Милош Вучевић
Милош Вучевић (Нови Сад, 10. децембар 1974) српски је политичар и правник. Од 2024. до 2025. је обављао функцију председника Владе Србије, а од 2023. председник је Српске напредне странке (СНС).
Градоначелник Новог Сада је први пут постао после локалних избора у Новом Саду 2012. затим је поново изабран за градоначелника након избора 2016. и 2020. На 4. скупштини СНС одржане 28. маја 2016. изабран за потпредседника странке, док од 27. маја 2023. обавља функцију председника СНС. Функцију потпредседника Владе Србије и министра одбране обављао је од 26. октобрa 2022. до 2. маја 2024.

## Биографија
Основну школу је похађао у родном Новом Саду, а потом је завршио Гимназију „Јан Колар” у Бачком Петровцу и дипломирао на Правном факултету у Новом Саду 1999. године. Адвокатуром се бави од 1999. године у породичној приватној адвокатској канцеларији.
Вучевић је своју политичку каријеру започео као члан Српске радикалне странке (СРС) у којој је његов отац био високорангирани функционер. СРС се поделила касније 2008. и Вучевић се придружио отцепљеној Српској напредној странци (СНС) под вођством Томислава Николића и Александара Вучића.
За председника Градског одбора Српске напредне странке у Новом Саду изабран је на изборима унутар странке на локалном нивоу одржаним 2011. године. За градоначелника Града Новог Сада изабран је у септембру 2012. године након чега престаје да се бави адвокатским послом. Био је члан Управног одбора Националне алијансе за локални економски развој (НАЛЕД) од 2015. до 2016. године. Након локалних избора, 2016. године, Милош Вучевић у другом узастопном мандату, поново је изабран за градоначелника Новог Сада. Те године постаје и потпредседник Српске напредне странке.
Оставку на функцију градоначелника Новог Сада поднео је 24. октобра 2022, а 26. октобра постао је потпредседник Владе Србије и министар одбране. За председника СНС изабран је 27. маја 2023. године.

## Председник Владе Србије (2024—25)
Први званични састанак од почетка премијерског мандата имао је на Велику суботу 2024. са патријархом српским господином Порфиријем.
У јулу 2024. Вучевић је тестиран позитиван на коронавирус. Вучевић је стављен на кућно лечење, а дужности премијера наставио је да обавља од куће.
Током септембра и почетком октобра, Вучевић је водио преговоре са представницима синдиката просвете око повећања плата просветних радника.
Оставку на место председника Владе поднео је 28. јануара 2025. године након инцидента у Новом Саду када је теже повређена једна студенткиња. Народна скупштина још увек није усвојила ту оставку, па је Вучевић до њеног усвајања и даље пуноправни председник Владе. Након усвајања прелази у технички мандат. Међу тачкама дневног реда за скупштинско заседање од 4. марта 2025. нема усвајања његове оставке, али је председница скупштине Ана Брнабић рекла да ће се она усвојити на крају, током разматрања 62. тачке, јер Влада мора да образложи своје предлоге закона.
На бурној седници Народне скупштине Србије од 4. марта, посланик опозиције Мирослав Алексић је током свог говора прогласио да је тог јутра констатована оставка Вучевића и Владе Србије, наводећи да се то ради без расправе и гласања, што повлачи то да више нема ни министара, предлога Владе ни закона. Додао је да је због тога опозиција тражи да се све тачке дневног реда, осим оне које се тичу високог образовања, повуку. Према члану 278. скупштинског пословника, оставка председника владе се на првој следећој седници констатује без претреса и о томе се не одлучује, што према једном тумачењу значи да је од тада званично почео технички мандат Вучевића и његове владе, без обзира што је то било предвиђено у склопу последње тачке дневног реда.
Његова влада је иницирала измене Закона о уџбеницима, којим се регулише максимална цена уџбеника, разбија монопол на тржишту и уводи национални пакет уџбеника за одређене предмете, који ће бити обавезни за све ђаке у земљи.

## Политички ставови
Вучевић је против признања независности самопроглашене Републике Косово, додајући да су Косово и Метохија „духовни и државотворни ДНК нашег народа и државе”.
Залаже се за приступање Србије Европској унији, али да Србија не може постати њена чланица тако што ће бити „понижена и постиђена, јер онда никада неће бити добар члан ЕУ”. Вучевић је 24. марта 2019. изјавио да је НАТО бомбардовање Југославије био ратни злочин. Противи се увођењу санкција Русији због инвазије на Украјину 2022.

## Приватни живот
Вучевићев отац Зоран био је правник, који је био председник Скупштине града Новог Сада између 2004. и 2007. Отац му је преминуо 2021. По оцу је пореклом Србин из Црне Горе, а његова породица је из насеља Безјово код Подгорице и припада племену Кучи. Његов прадеда по оцу је погинуо борећи се у Првом светском рату, док је деда по оцу погинуо борећи се у Другом светском рату.
Поред матерњег српског, говори енглески језик. Ожењен je, отац Михаила и Данила.

## Награде и одликовања
Добитник је више признања, међу којима су и Повеља почасног сенатора Сената привреде Србије из 2014. године. Исте године добија и награду „Капетан Миша Анастасијевић”, која му је уручена као лидеру градске управе, за промоцију европских вредности живота у Новом Саду. Две године касније, 2016. године, те вредности су потврђене и проглашењем Новог Сада за Омладинску престоницу Европе 2019. и Европску престоницу културе 2021. Добитник је признања „Бела голубица” у оквиру програма „Тесла Глобал форума”. Носилац је Ордена Светог владике Максима Епархије сремске као и грамате признања и захвалности Епархије бачке, за изузетан допринос у развоју духовног и црквеног живота.
Награде
- Почасни грађанин Бања Луке, 2024.[25]

Одликовања
- Орден Републике Српске на ленти.[26]
- Орден Светог Симеона Мироточивог (Српска православна црква)
- Орден Светог Саве другог степена (Српска православна црква)[27]